# Semyon Bychkov
Semyon Mayevich Bychkov (Russisch: Семён Маевич Бычков, Semjon Maevich Bytsjkov) (Leningrad, 30 november 1952) is een Amerikaanse dirigent van Russische afkomst.  

## Muzikale loopbaan
Bychkov werd geboren in Leningrad in de Sovjet-Unie (nu Sint-Petersburg, Rusland), waar hij tien jaar lang studeerde, eerst aan de Glinka-koorschool, later bij Ilja Moesin aan het Conservatorium. 
In 1973 won hij het Rachmaninov-dirigeerconcours en werd hij gevraagd om de toenmalige Leningrader Filharmonie te dirigeren. Het concert werd echter afgelast vanwege Bychkovs politieke ideeën die de Sovjets onwelgevallig waren. In 1974 emigreerde hij naar de Verenigde Staten. Van 1980 tot 1985 was Bychkov vaste dirigent van de Grand Rapids Symphony en eerste gastdirigent van de Buffalo Philharmonic. Van dit laatste orkest was hij de vaste dirigent van 1985 tot 1989. 
Van 1989 tot 1998 was hij dirigent van het Orchestre de Paris en in diezelfde periode van 1990 tot 1994 ook van het Sint-Petersburgs Filharmonisch Orkest, hetzelfde orkest waar hij in 1973 was weggestuurd. Hij was van 1995 tot 1998 verbonden aan Maggio Musicale Fiorentino te Florence en daarna tot 2003 chef van de Semperoper in Dresden. Daarna vertrok hij naar Keulen om tot 2010 dirigent te zijn van het WDR Sinfonieorchester. 
Bychkov was al vaak als gastdirigent opgetreden bij de Tsjechische Filharmonie in Praag toen hij er in 2019 tot chef-dirigent werd benoemd. Daarnaast bekleedt hij de Günter Wand Conducting Chair bij het BBC Symphony Orchestra.

## Persoonlijk
Sinds 1983 is Bychkov staatsburger van de Verenigde Staten. Hij is getrouwd met de pianiste Marielle Labèque (tweede huwelijk) en hij is de oudere broer van de dirigent Yakov Kreizberg (1959-2011).